# Kfz-Kennzeichen (Angola)

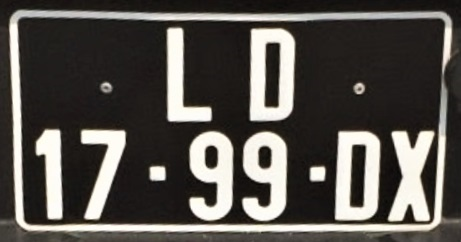
Angolanische Kfz-Kennzeichen

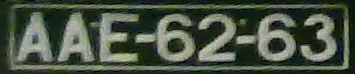
Kennzeichen zwischen 1955 und 1996

Die angolanischen Kfz-Kennzeichen besitzen weiße oder silberfarbene Aufschrift auf schwarzem Hintergrund. Die Kfz-Kennzeichen in Angola beginnen mit zwei Buchstaben, die den Zulassungsort kodieren (z. B. LD für Luanda), gefolgt von vier Ziffern in zwei Paaren. Am Ende erscheinen nochmals zwei Buchstaben. Fahrzeuge, für die keine Steuer gezahlt werden muss, erhalten Schilder mit grünem Hintergrund. Diplomatenkennzeichen zeigen rote Aufschrift auf weißem Grund. Auf die Darstellung von weiterer Symbolik wird in Angola verzichtet.
Das angolanische Kennzeichensystem basiert ursprünglich auf jenem der ehemaligen Kolonialmacht Portugal. Bis 1955 bestanden die Schilder aus einem Buchstaben und einer fortlaufenden Ziffernkombination. Später begannen alle Kennzeichen mit einem A für Angola und zwei weiteren Buchstaben. Es folgten zwei Ziffernpaare getrennt durch einen Bindestrich. Dieses System wurde nach der Unabhängigkeit im Jahr 1975 noch bis 1996 beibehalten. Das grundlegende Schema mit drei Buchstaben und vier Ziffern blieb zwar erhalten, die ersten beiden Buchstaben gaben nun aber den Herkunftsort an.